# هيتوشي إيشيغاكي
هيتوشي إيشيغاكي (مواليد 25 سبتمبر 1953) هو ملاكم ياباني، مثّل بلاده في الألعاب الأولمبية الصيفية 1976.

## روابط خارجية
هيتوشي إيشيغاكي على موقع بوكس ريك (الإنجليزية) (registration required)
- هيتوشي إيشيغاكي على موقع أوليمبيديا (الإنجليزية)